# County Wexford
Wexford (irisch Loch Garman) ist ein County im Südosten der Provinz Leinster in der Republik Irland. Der Name der Grafschaft stammt von deren gleichnamiger Hauptstadt Wexford, die von Wikingern gegründet und Waesfjord (altnordische Sprache für Einfahrt zum Watt) genannt wurde.

## Geografie
Im Süden und Osten liegt die Küste der Irischen See, im Westen bildet der River Barrow die Westgrenze der Grafschaft. Ein weiterer großer Fluss ist der Slaney. Im Westen liegen die Blackstairs Mountains. Der höchste Berg der Grafschaft ist der Mount Leinster mit einer Höhe von 795 Metern.
Wexford besteht überwiegend aus tief liegendem, fruchtbaren Land, weshalb die Landwirtschaft auch den größten Wirtschaftsfaktor darstellt.

## Fauna
Nördlich des Hafens von Wexford befindet sich das Gebiet North Slob, das in jedem Winter die Heimat von ca. 10.000 Blässgänsen darstellt (knapp ein Drittel der Welt-Population). In Wexford liegt auch der Lady’s Island Lake – jeden Sommer wichtiger Brutplatz für Seeschwalben, vor allem für die Rosenseeschwalben.

## Geschichte
Bis zur cambro-normannischen Besetzung Irlands war Wexford Teil des Königreichs Leinster. 1169 landeten die Anglonormannen in Irland und eroberten in der Folge dieses Gebiet. Im 12. Jahrhundert wurde die Grafschaft gegründet. Wexford, speziell die Baronien von Bargy und Forth waren im Mittelalter die mit am stärksten von englischen Siedlern bewohnten Regionen Irlands. Yola, ein alter englischer Dialekt, wurde bis zum 19. Jahrhundert nur in Wexford gesprochen. Lediglich der nördliche Teil der Grafschaft erhielt in dieser Zeit seinen gälisch-irischen Charakter.
Während der 1640er-Jahre leistete Wexford große Unterstützung für die Konföderation Irland. Eine Flotte von konföderierten Kaperschiffen war im Hafen von Wexford stationiert. Während der darauffolgenden Rückeroberung Irlands durch Oliver Cromwell wurde die Stadt erobert, geplündert und zum größten Teil niedergebrannt.
Während der irischen Rebellion von 1798 fanden in der Grafschaft Wexford diverse Gefechte statt, insbesondere die Schlacht am Vinegar Hill sowie die Schlacht von New Ross 1798 – das traditionelle Lied Boolavogue handelt vom Aufstand in Wexford.
In den 1970er-Jahren geriet Carnsore Point in Wexford in die Schlagzeilen, als dort ein Kernkraftwerk gebaut werden sollte. Mittlerweile befinden sich auf diesem Gebiet 14 Windkraftanlagen.

## Politik
Die Sitzverteilung im Wexford County Council nach der Kommunalwahl im Juni 2024 ist:
| Partei       | Sitze |
| ------------ | ----- |
| Fianna Fáil  | 9     |
| Fine Gael    | 8     |
| Sinn Féin    | 3     |
| Labour Party | 2     |
| Unabhängige  | 12    |

Für die Wahlen in das irische Parlament (Dáil Éireann) wurden bei der Wahl im November 2024 im County Wexford vier Abgeordnete im Wahlkreis Wexford gewählt. Mit der Neuordnung der Wahlkreise entstand auch der Wahlkreis Wicklow–Wexford mit drei Sitzen.
| Partei       | Sitze |
| ------------ | ----- |
| Fianna Fáil  | 1     |
| Sinn Féin    | 1     |
| Labour Party | 1     |
| Unabhängige  | 1     |

Für den Wahlkreis Wicklow–Wexford:
| Partei      | Sitze |
| ----------- | ----- |
| Fianna Fáil | 1     |
| Fine Gael   | 1     |
| Sinn Féin   | 1     |

## Wirtschaft
Die Grafschaft ist landwirtschaftlich geprägt, mit Ackerbau (Gerste, Hafer, Kartoffeln und Weizen) und Viehzucht (Schweinezucht, Schafhaltung, Milchwirtschaft). Außerdem gibt es Nahrungs- und Düngemittelindustrie sowie Landmaschinenbau.

## Städte
- Courtown
- Enniscorthy
- Gorey
- New Ross
- Wexford

## Sehenswürdigkeiten
- Portal Tomb von Ballybrittas
- Dunbrody Abbey
- Ferns
- Hook Head auf der Hook-Halbinsel mit einem Leuchtturm aus dem 13. Jahrhundert
- John-F.-Kennedy-Arboretum, Park
- Johnstown Castle
- New Ross mit dem Nachbau eines dreimastigen Schiffes, dessen Original zwischen 1845 und 1851 während der Großen Hungersnot Emigranten nach Kanada und in die USA brachte
- Robinstown Great Steinkreis
- Tintern Abbey (Wexford)
- Windmühle von Tacumshane

## Persönlichkeiten aus Wexford
- John Barry (1745–1803), Begründer der US Navy
- David Beatty, 1. Earl Beatty (1871–1936), Admiral der Royal Navy
- John O’Leary (1894–1959), Politiker
- Denis Allen (1896–1961), Politiker
- Seán Browne (1916–1996), Politiker
- Anthony Cronin (1928–2016), Schriftsteller
- John Banville (* 1945), Schriftsteller
- Séamus Cullimore (* 1954), Politiker
- Colm Tóibín (* 1955), Schriftsteller